# 1322

## Починали
- Георги II Тертер, български цар